# Terravision
Terravision eller Terravision London Limited, är ett bussbolag som grundades år 2002 i Rom, Italien. Företaget driver flygtransfer till/från 14 europeiska flygplatser, främst flygplatser med lågprisflyg.
Terravision transporterar cirka 10.000 resenärer per dag. Företaget har specialiserat sig på flygplatstransfer mellan lågprisflygplatser och stadskärnor. Företaget sysselsätter mer än 300 människor världen över.

## Busslinjer
Terravision har flygplatstransfer på följande linjer:
- Från London-Stansteds flygplats till Victoria station och Liverpool Street i centrala London.
- Från Luton Airport till Victoria station.
- Från Liverpools flygplats till centrala Manchester.
- Från Rom-Ciampino flygplats till Termini-stationen i centrala Rom.
- Från Bergamo-Orio al Serios internationella flygplats till centralstationen i Milano.
- Från Galileo Galilei International Airport till Santa Maria Novella station i Florens.
- Från Trapani-Birgi flygplats till Palermo, och Trapani.
- Från flygplatserna Verona, Milano-Bergamo, Venedig och treviso, till skidorter i Dolomiterna.
- Från Bratislava-Milan Rastislav Štefániks flygplats till Wien.
- Från Girona-Costa Bravas flygplats till Perpignan.
- Från Perpignans flygplats till skidorter i Pyrenéerna.
- Från Skavsta flygplats till Stockholm.